# كيسي غالاغير
كيسي غالاغير (بالإنجليزية: Casey Gallagher)‏ هي لاعبة دارت بريطانية، ولدت في 2 أغسطس 1996.

## وصلات خارجية
- كيسي غالاغير على موقع DartsDatabase.co.uk (الإنجليزية)